# Gratiola amphiantha
Gratiola amphiantha är en grobladsväxtart som beskrevs av D.Estes och R.L.Small. Gratiola amphiantha ingår i släktet jordgallor, och familjen grobladsväxter. Inga underarter finns listade i Catalogue of Life.